# Hylaeus pannosus
Hylaeus pannosus är en biart som först beskrevs av Joseph Vachal 1909.  Hylaeus pannosus ingår i släktet citronbin, och familjen korttungebin. Inga underarter finns listade i Catalogue of Life.